# Диего Мексия Фелипес де Гусман и Давила
Диего Мехиа де Гусман-и-Давила (исп. Diego Mexía Felípez de Guzmán; ок. 1580 — 16 февраля 1655) — испанский военный и государственный деятель, виконт Бутарк и 1-й маркиз де Леганес (1627—1655).

## Биография

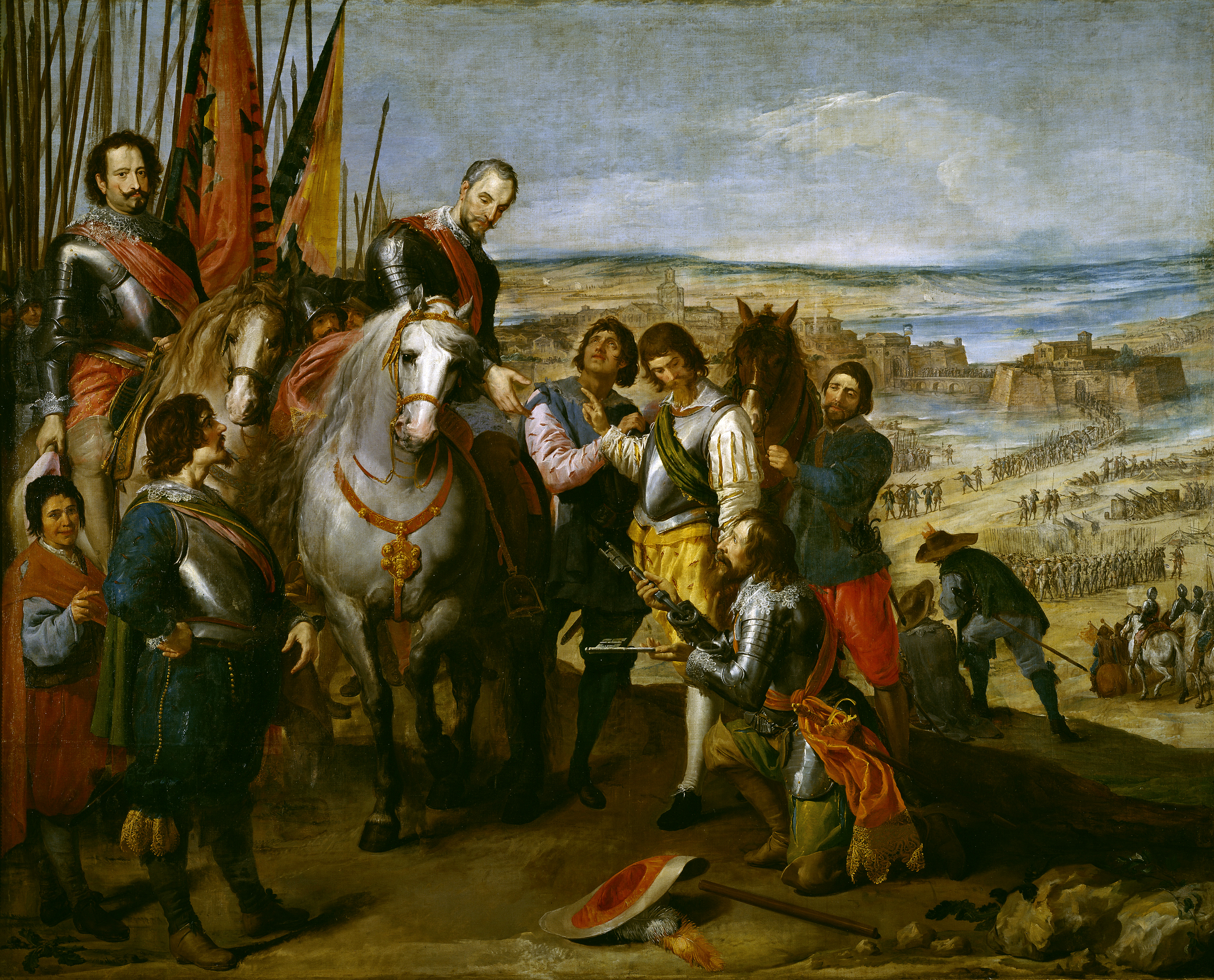
Маркиз Леганес (слева на коне) в «Сдаче Юлиха», произведении Хосе Леонардо.

Диего был младшим сыном Диего Веласкеса Давилы-и-Бракамонте (ок. 1540—1597), 1-го графа де Уседа, и Леонор де Гусман, тети графа-герцога Оливареса.
С 1600 года он воевал в Нидерландах, где более двадцати лет служил офицером и дворянином-камергером эрцгерцога Альберта Австрийского, губернатора Испанских Нидерландов. После его смерти (1621) он вернулся в Мадрид и благодаря поддержке своего кузена и мецената Оливареса, валидо короля Филиппа IV, стал влиятельным и богатым человеком.
Граф-герцог Оливарес, должно быть, довольно рано решил способствовать карьере своего родственника, который сочетал приветливый характер и немало административных и военных качеств с хорошим чутьем к искусствам; Действительно, с годами он стал одним из величайших коллекционеров картин своего времени.
Он участвовал в защите Кастилии, когда английское нападение на Кадис казалось неизбежным, и он также сопровождал короля и Оливареса в их поездке в Корону Арагон. Все его заслуги были вознаграждены в июле 1626 года, когда он стал членом Государственного совета. 10 апреля 1627 года ему также был пожалован титул маркиза Леганес. После этого назначения он изменил свое имя на Диего Фелипес де Гусман, подражая Оливаресу, который добавил Фелипес к своей фамилии в честь короля. В июне того же года он женился на фрейлине королевы Изабеллы де Бурбон, Поликсене Спиноле, дочери Амбросио Спинола, чье приданое составляло баснословную сумму в 200 000 дукатов.
Благодаря своим знаниям в этой области в придворных кругах он считался специалистом, когда дело касалось Нидерландов. По этой причине граф-герцог обратился к нему в 1627 году, чтобы там был принят его проект Оружейного союза. Леганес прибыл в Брюссель 19 сентября и провел следующие недели, ведя переговоры с поместьями различных провинций испанских Нидерландов. К концу года провинции согласились участвовать в Союзе, предложив взнос в размере 12 000 оплачиваемых пехотинцев.
Во время его поездки из Брюсселя в Мадрид в январе 1628 года в сопровождении своего тестя, генерала Амбросио Спинола, оба были приняты в лагере короля Франции Людовика XIII, расположенном перед Ла-Рошелью, имея возможность внимательно осмотреть осадные операции против гугенотов, расквартированных в городе (см. Осада Ла-Рошели). На этой встрече у них обоих были большие тайные переговоры с Людовиком XIII и Ришельё, в ходе которых они имели возможность подтвердить свои опасения, что Франция, несмотря на проблемы, которые у неё были с гугенотами и англичанами, не собирается отказываться от герцога Неверского в своих претензиях на Мантую (см. Война за мантуанское наследство).
После этой миссии он был назначен президентом воссозданного Верховного Совета Фландрии и Бургундии. С 1626 года он также был назначен генералом от кавалерии армии Фландрии, хотя он никогда не возьмет на себя эту функцию лично из-за своего почти постоянного отсутствия.

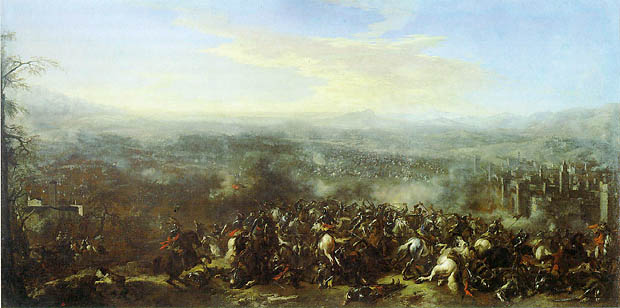
Битва при Нёрдлингене, работа Жака Куртуа

Когда в 1629 году маркиз Айтона был отправлен в качестве чрезвычайного посла в Брюссель перед инфантой Изабеллой Кларой Евгенией, губернатором Нидерландов, маркиз Леганес был отправлен (февраль 1630 года) вместе с маркизом Мирабель в качестве своего временного помощника. Этим троим пришлось сотрудничать, чтобы противодействовать краху королевской власти в этом регионе. Кроме того, маркиз Леганес должен выполнять роль офицера связи между принцессой и Оливаресом.
В 1630 году король Фелипе IV, чтобы компенсировать отсутствие настоящего полевого генерала в армии Фландрии, решил учредить коллективное руководство, состоящее из маркиза Айтона, маркиза Леганеса, маркиза Карасены (полевого мастера и губернатора Дюнкерка), графа де ла Моттери (полевой мастер и губернатор Маастрихта), Пауло Бальоне (полевой мастер) и Хуана Браво де Лагуна (командир антверпенской цитадели). Председателем коллектива была маркиз Айтона.
В Кастилии его военная карьера началась в 1625 году, когда он получил свое первое назначение в армиях полуострова в качестве генерал-фельдмастера армии Кастилии, как таковой, он активно участвовал в защите английского нападения на Кадис в том году, хотя сам Леганес сказал бы в 1641 году, что его участие в этом случае было в качестве генерал-капитана артиллерии Испании. Впоследствии, в июле 1630 года, он был назначен инфантой Изабеллой, губернатором Нидерландов, генерал-фельдмаршалом, разделив военные обязанности армии Фландрии, Карлосом Коломой, генералом от кавалерии, и с графом Бергом, генералом от артиллерии, руководство в сентябре этого года вторжением, которое было совершено из Фландрии в Германию.
Его первое действительно важное военное назначение было, когда он был назначен губернатором армии Эльзаса, чтобы заменить герцога Фериа, который умер в Мюнхене 11 января 1634 года. Это включало эффективное управление армией, основной задачей которой было гарантировать проход кардинала-инфанта Фердинанда в Нидерланды и вернуть эльзасские площади, которые в то время находились в руках протестантов. Назначение маркиза Леганеса для этой важной миссии произошло 13 февраля 1634 года, хотя Леганес уехал 2 апреля. Инструкции Леганеса были такими: «Уехать в Милан позже, договориться там с сеньором инфантом о форме отъезда и собрать большую часть людей, которые должны были быть вывезены из Италии, чтобы прибавить к той части, которая находилась в Баварии и графстве Тироль».
Эта армия должна была сопровождать и гарантировать переход инфанта Фердинанда Австрийского во Фландрию, чтобы он завладел своим положением губернатора этих провинций. Во время путешествия в сентябре 1634 года произошла победа при Нёрдлингене, последняя великая победа испанского оружия на международной арене. Победа испанских войск над шведами и немецкими протестантскими князьями была достигнута совместно с имперскими войсками короля Фердинанда Венгерского во главе с Матиасом Галласом и войсками Католической лиги во главе с герцогом Лотарингским. Эта победа означала фактический отказ шведов от Тридцатилетнейя войны, но она же послужила и спусковым крючком для прямого вмешательства Франции в конфликт против интересов австрийского дома.
Король Испании Фелипе IV пожаловал ему достоинство гранда Испании в 1634 году, объявленное бессрочным в 1640 году.
24 сентября 1635 года он был назначен губернатором и генерал-капитаном Миланского герцогства. На этом посту ему пришлось столкнуться с союзом герцогов Пармы, Мантуи и Савойи, которые при поддержке Франции Ришельё пытались уменьшить испанское господство в Италии. Войска Одоардо I Фарнезе были легко разбиты, герцог согласился подписать мир в 1637 году. В том же году он изгнал французов под командованием Рогана с перевала Вальтеллина и одержал несколько побед благодаря развязавшейся в Савойе гражданской войне после смерти герцога Виктора Амадео I.
В 1638 году маркиз Леганес завоевал крепости Бреме и Верчелли. В 1639 году он предпринял крупное наступление в Пьемонте, завоевав большое количество крепостей, достигнув цитадели Турина, где не смог сломить сопротивления регентши Кристины де Бурбон, поддерживаемой французами.
Весной 1640 года он попытался взять крепость Казале, но попытка была предотвращена французскими войсками графа д’Аркура, которые привели к трагическому отступлению роты Леганеса: на поле боя остались тысячи человек, а большая добыча в руках французов.
В ноябре 1641 года он получил командование армией в Каталонии для борьбы с поддерживаемыми Францией каталонскими повстанцами. Несмотря на некоторые первоначальные успехи в Таррагоне, его оглушительное поражение в сражении при Лериде в 1642 году привело к тому, что он попал в опалу при дворе. Лишь в 1645 году он был реабилитирован и получил титул вице-короля Каталонии. В 1646 году он успешно защитил Лериду, завоеванную в 1644 году предыдущим вице-королем Фелипе де Сильва, от французского нападения. Это поражение привело к немедленному увольнению д’Аркура. Леганес оставался на этом посту до 1647 года.
Он был назначен президентом Совета Италии после смерти графа Монтеррея (июнь 1653 г.), предыдущего действующего президента, и занимал этот пост до своей смерти в феврале 1655 года.

## Браки и дети
В первом браке с Поликсеной Спинолой (+ 1639), дочерью Амбросио Спинола, 1-го маркиза де Лос-Бальбасес, и Джованетты Баччадонне. От этого брака родилось двое детей:
- Гаспар Фелипес де Гусман-и-Спинола (+ 1666), 2-й маркиз де Леганес, 4-й герцог Санлукар-ла-Майор и 1-й маркиз Мортара (1635). Он был вице-королем Валенсии и губернатором Орана.
- Амбросио Игнасио Мехия Фелипес де Гусман-и-Спинола (1632-1684), менин принца Бальтасара Карлоса, был каноником собора Сантьяго-де-Компостела (1643), архидиаконом королевы, ректором Университета Саламанки (1652), канон Толедского собора. Он был рукоположен в священники в 1656 году, епископ Овьедо в 1665 году, архиепископ Сантьяго в 1668 году и архиепископ Севильи в 1669 году.

Его второй супругой стала Хуана Фернандес де Кордова-и-Рохас, 5-я маркиза Поса (+ 1680), дочь Луиса Фернандеса де Кордова, 6-го герцога Сесса, Терранова и Сантанджело, и Марианы де Рохас, 4-й маркизы Поса. Второй брак был бездетным.

## Предметы коллекционирования

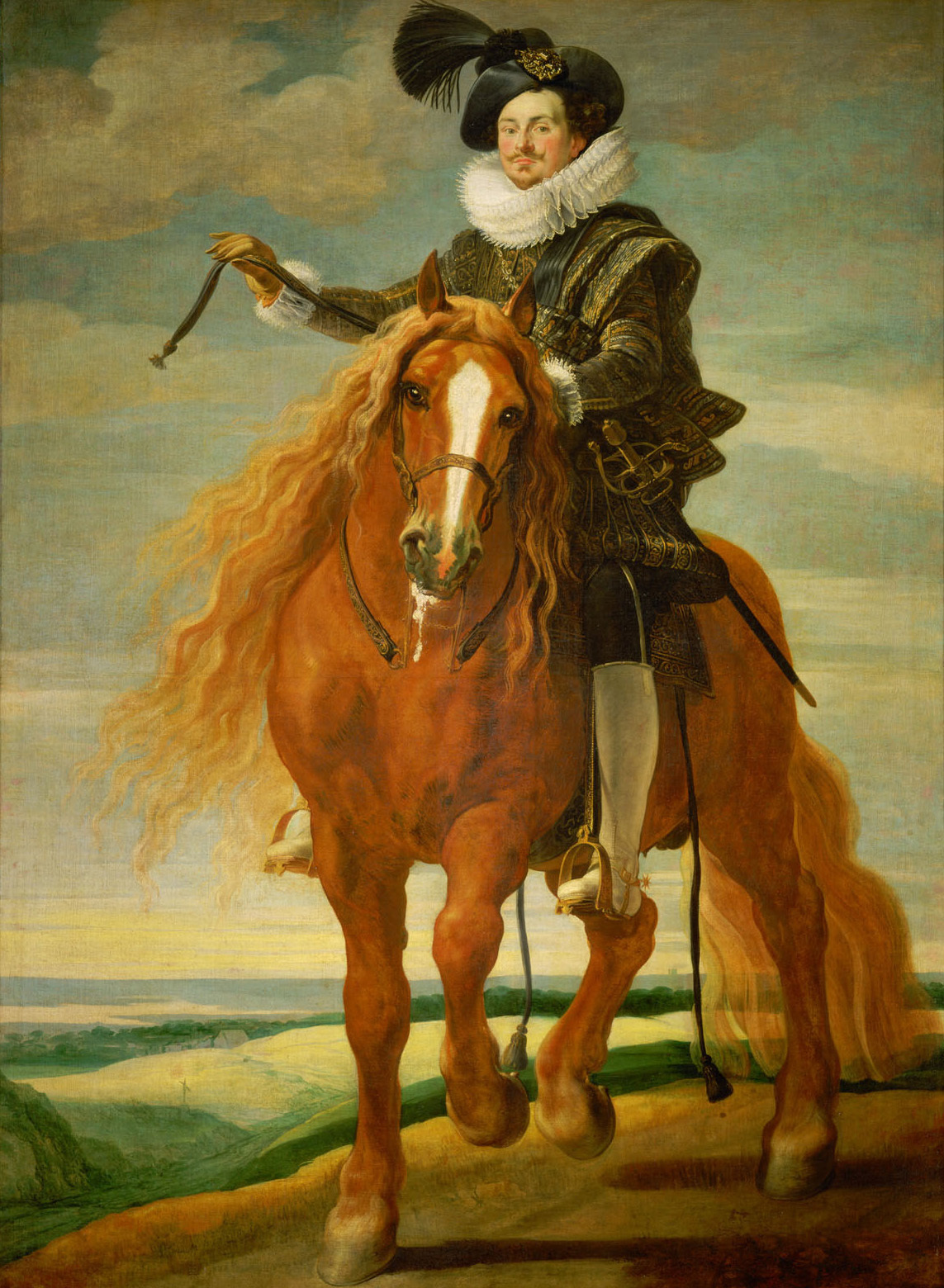
Конный портрет маркиза Леганеса работы Гаспара де Крайера (1627-28), Музей истории искусств, Вена

Маркиз Леганес, помимо своей политической карьеры, был известен как один из величайших коллекционеров произведений искусства своего времени. Коллекция дона Диего достигла в общей сложности тысячи трехсот тридцати трех работ, собранных в годы, когда он пережил пик своей политической и военной карьеры. Рубенс называл его «одним из лучших знатоков искусства в мире».
С 1630 по 1642 год его коллекция увеличилась с тридцати полотен до более чем двенадцати сотен. Хотя его актуальность заключалась в основном в коллекции работ современных художников, которые были на пике своей карьеры, особенно фламандских, таких как вышеупомянутый Рубенс, который создал для Леганеса пару алтарных картин Благовещение (Рубенсхейс, Антверпен) и Непорочное зачатие (Музей Прадо, Мадрид) или Антона ван Дейка, который изобразил маркиза (Фонд Банко Сантандер, Мадрид) и его жену, Поликсену Спинола (Музей Прадо, Мадрид).
В коллекцию также вошли сцены охоты и басни, написанные Полем де Восом и Франсом Зиндером (Королевский музей изящных искусств Бельгии , Брюссель); некоторые из лучших фламандских батальных сцен Питера Снайерса; несколько портретов Гаспара де Крайера, например «Портрет Филиппа IV с карликом» (Паласио де Виана, Мадрид); гирлянды и натюрморты Даниэля Зегерса, Клары Петерс, Александра ван Адрианссена и Франса Икенса; пейзажи Пауля Бриля, Яна Брейгеля Старшего, Йооса де Момпера, Яна Вильденса и других. Леганес также интересовался живописью фламандских примитивистов, особенно Иеронима Босха, Рогира ван дер Вейдена и Мабюзе, а также фламандскими художниками XVI века, такими как Антонио Моро или Квентин Массейс.
Коллекция маркиза также характеризовалась вниманием к итальянской живописи, предположительно приобретенным во время его пребывания на посту губернатора Милана, с работами крупных художников эпохи Возрождения, таких как Рафаэль, Корреджо, Пальма Старший, Перуджино, Андреа дель Сарто, Джорджоне, Бассано, Веронезе или Тициана, которому принадлежал портрет Федерико де Гонзага, I герцога Мантуи (Музей Прадо, Мадрид). Были также работы авторов-маньеристов и барокко, такие как Бронзино, Джованни Баттиста Креспи, Людовико Чиголи, Гвидо Рени, Франческо дель Каир, Гауденцио Феррари, Джованна Гарцони, Парис Бордоне, Россо Фиорентино и Сципионе Гаэтано.
Испанская живопись была представлена работами Веласкеса, Хосе де Рибера, Хуана ван дер Амена и Педро де Орренте, от которых у него было двенадцать мифологических басен. Другие современные художники, такие как Франсиско Кольянтес или Хуан Фернандес эль-Лабрадор смешались с авторами конца XVI века, такими как Алонсо Санчес Коэльо, Хуан Пантоха де ла Крус, Хуан Фернандес де Наваррете и Эль Греко.
Его коллекция оставалась практически неразделенной в течение XVII и XVIII веков, перейдя из рук третьего маркиза Леганеса, умершего в 1711 году без потомства, к графам Альтамира, во владении которых она оставалась до разорения этого дома в начале 19 века.
В 1833 году остальная часть коллекции была выставлена на публичный аукцион. Однако работы, которыми сейчас можно насладиться в музее Прадо, являются результатом множества подарков, сделанных маркизом Леганесом королю Филиппу IV и пополнивших королевскую коллекцию.
31 января 1894 года городской совет Мадрида посвятил ему улицу с уличным знаком маркиза де Леганес.